# Kurtis Kraft 500G
O Kurtis Kraft 500G é o modelo da Kurtis Kraft utilizado entre 1957 e 1960. Foi guiado por Fred Agabashian, Keith Andrews, Johnny Boyd, Bill Cheesbourg, Ray Crawford, Jimmy Davies, Jimmy Daywalt, Rex Easton, Don Edmunds, Jack Ensley, Don Freeland, Billy Garrett, Paul Goldsmith, Cliff Griffith, Bobby Grim, Gene Hartley, Bill Homeier, Eddie Johnson, Al Keller, Ralph Liguori, Andy Linden, Mike Magill, Johnny Moorhouse, Pat O'Connor, Johnnie Parsons, Dick Rathmann, Eddie Russo, Paul Russo, Len Sutton, Marshall Teague, Jack Turner, Jerry Unser, Bob Veith, Chuck Weyant e Dempsey Wilson.